# Ferdinand Cavallar von Grabensprung

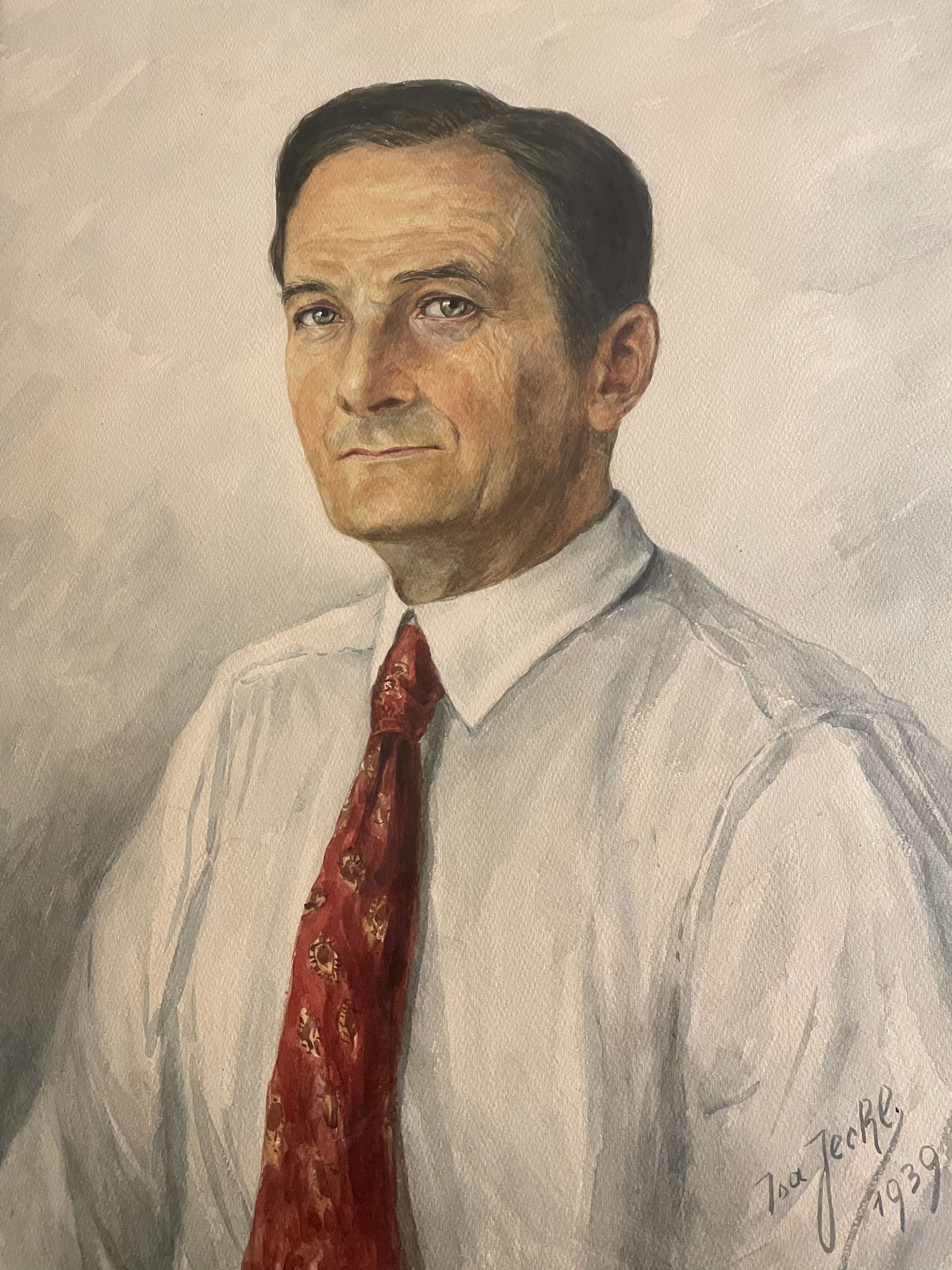
Porträt von Feldpilot Ferdinand Cavallar, Werk von Isa Jechl (1939)

Ferdinand „Ferry“ Ritter Cavallar von Grabensprung (* 15. März 1886 in Aussig an der Elbe, Königreich Böhmen; † 10. Juli 1952 in Wien, Österreich) war ein österreichisch-böhmischer Offizier und Flugpionier der k.u.k. Armee, unter dessen Leitung  am 10. Juni 1913 die erste österreichische Telefunken-Radiostation in den Etrich-Flugapparat Amazone eingebaut wurde. Des Weiteren führte er als Kommandant der Versuchsabteilung in der k.u.k. Militär-Aëronautische Anstalt in Fischamend den europaweit ersten Flug mit einwandfreier Bord-Boden-Funkverbindung aus.
Er gilt als einer der erfolgreichsten Flugpiloten der k.u.k. Luftfahrttruppen.

## Leben
Hauptmann Ferdinand Ritter Cavallar von Grabensprung entstammte einer altösterreichischen Offiziersfamilie. Das Adelsgeschlecht derer von Cavallar war zur damaligen Zeit vorwiegend in Böhmen und Mähren, aber auch in Istrien, Österreich unter der Enns, Ungarn und Krain ansässig. Ferdinand gehörte dem böhmischen Zweig der Familie an.
Ferdinand von Cavallar startete seine militärischen Karriere, nach Abschluss der Theresianischen Militärakademie 1906, als Leutnant beim Infanterie-Regiment 92 in Leitmeritz. Im Jahre 1911, schon als Oberleutnant, wurde er dem Infanterieregiment Nr. 90 (1. Bataillon) zugeteilt.

Auf einem einsamen Bergfort bei Sarajewo reifte in ihm der Entschluss Flieger zu werden. Der damalige Landeschef von Kondominium Bosnien und Herzegowina, Feldzeugmeister Oskar Potiorek, verhalf ihm, als Belohnung für eine Lebensrettung.

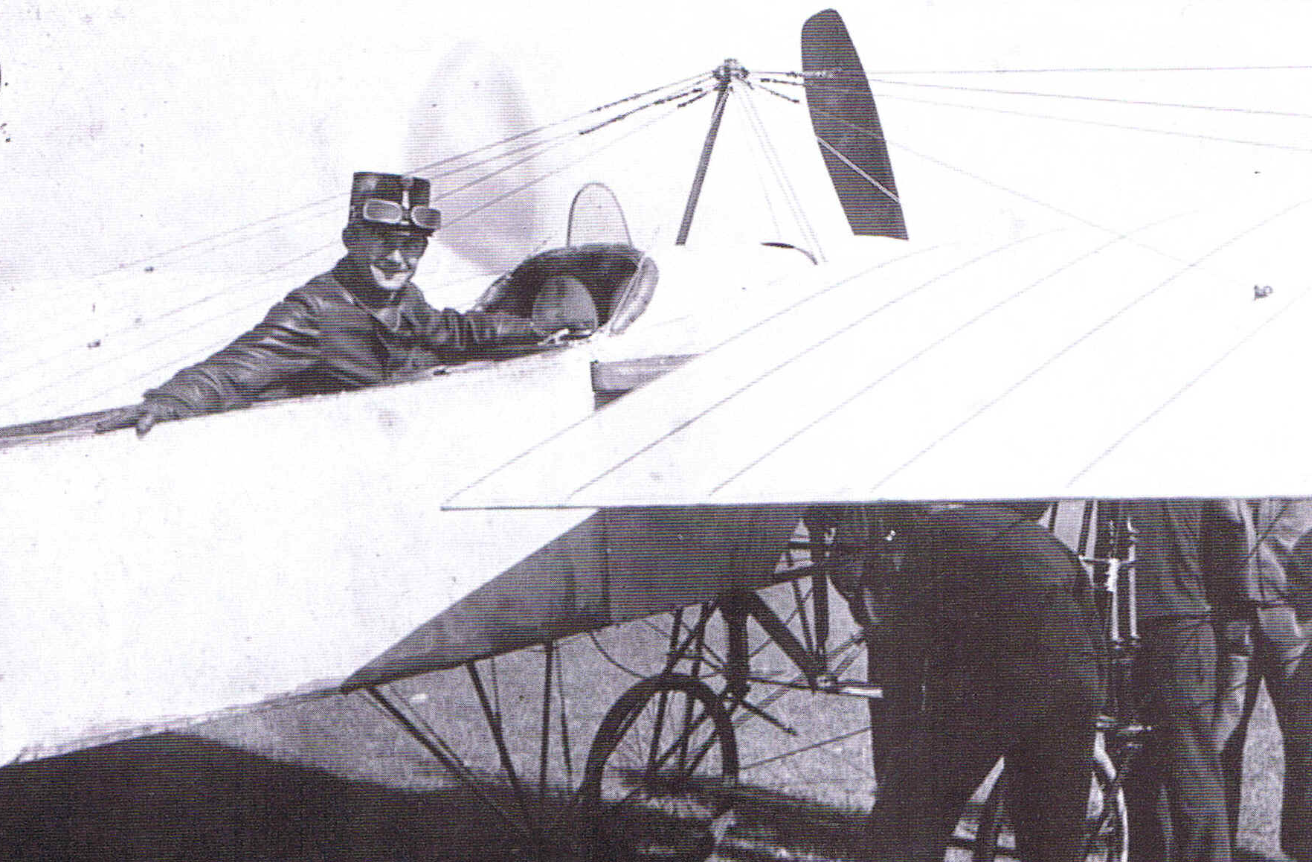
Feldpilot Ferdinand v. Cavallar in Blériot XI.2

Zu Beginn des Jahres 1913 wurde er zur Luftschifferabteilung einberufen und absolvierte die Pilotenausbildung. Dort erwarb er den Pilotenschein, der die Nummer 113 trug. Bereits 1914 wurde er zum Kommandeur der Versuchsabteilung in der k.u.k. Militär-Aëronautische Anstalt Fischamend ernannt, verunglückte aber selbst mit einem Blériot-Eindecker. An diesem Flugunfall nahm auch Kaiser Franz Joseph lebhaften Anteil. Im selben Jahr rückte Cavallar zur Flieger-Kompanie 5 als Feldpilot ein und wurde zum ersten Flieger über Belgrad.
Von Cavallar befand sich während des Ersten Weltkrieges, als Pilot der Fliegerkompanie Flik-2 (1915 wurde er dessen Kommandant) und der Fliegerkompanie Flik-47/F, hauptsächlich in Villach und Ajdussina stationiert. Er kämpfte erfolgreich gegen Italiener und Serben und führte Beobachtungsflüge an der Ostfront durch. Für seine Taten beim Serbienfeldzug 1914 wurde ihm der Orden der Eisernen Kronen III. Klasse sowie das Militärverdienstkreuz (18. August 1914) verliehen. Zudem wurde ihm die Militär-Verdienstmedaille im Laufe des Krieges dreimal verliehen.
Im August 1916, von Cavallar wurde Kommandant der Fliegeroffiziers-Schule in Wiener Neustadt. Darauf erfolgte 1917 die Ernennung als Kommandant der Flieger-Kompanie 47.

Gegen Ende des Krieges bestellte man Ferdinand von Cavallar als Flieger-Stabs-Offizier beim Kommando der Luftfahrtruppen. Anschließend, am 26. August 1918, wurde er zum Kriegsministerium einberufen und übernahm dort eine Stelle als Kommandant der Abteilung 5. Einen Monat später erfolgte die Ernennung zum Kommandanten des Schlachtgeschwaders beim 11. Armee-Korps.

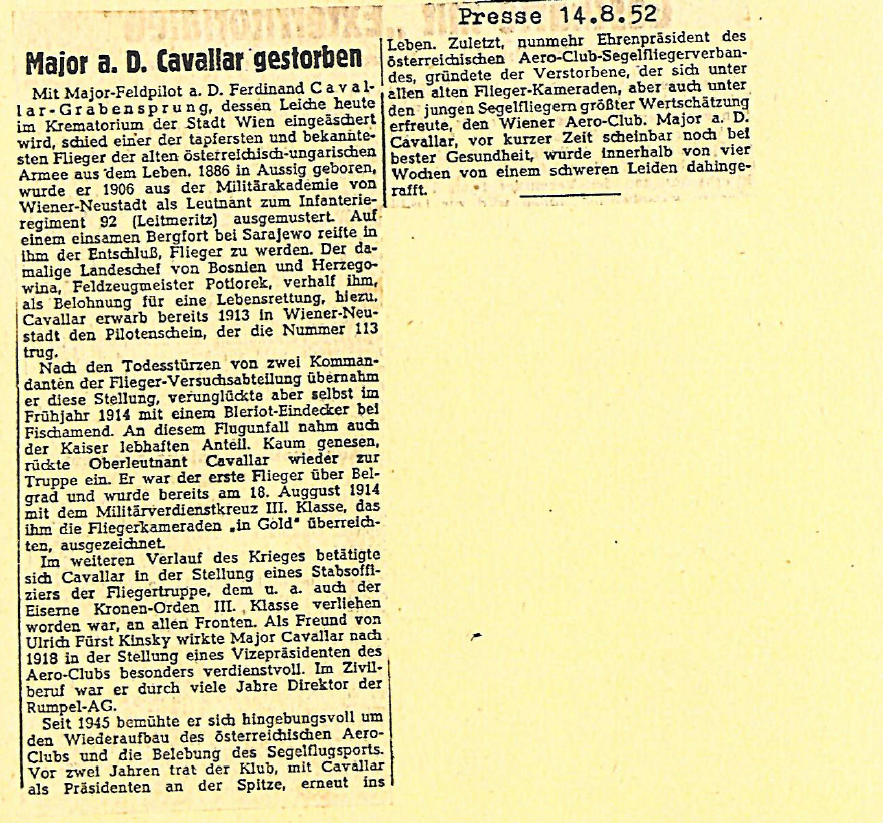
Zivile Zeitungsparte von Major und Feldpilot Ferdinand Cavallar

Nach dem Zusammenbruch der österreichisch-ungarischen Monarchie wurde er zum Führer der deutsch-österreichischen Luftverkehrs-Station in Reichenberg. Im Dezember 1918 weiters dem Stabe, beim Kommando der deutsch-österreichischen Fliegertruppen in Wien, als technischer Referent zugeteilt, bis er schließlich am 12. August 1919 aufgrund seiner nunmehr tschechoslowakischen Staatsangehörigkeit all seinen Ämtern enthoben wurde.
Nach dem Ersten Weltkrieg wirkte er als Vizepräsidenten des Österreichischen Aero-Clubs (ÖAeC) und arbeitete dabei eng mit seinem Freund Ulrich Ferdinand Fürst Kinsky von Wchinitz und Tettau zusammen. Im Zivilleben war er durch viele Jahre Direktor der G. Rumpel AG in Teplitz-Schönau. Das Unternehmen wurde später zur Voest-Alpine Montage GmbH (VAM) und zuletzt zur Bilfinger VAM Anlagentechnik GmbH.
Am 30. Juli 1950 wurde der ÖAeC mit Bewilligung der Alliierten neu gegründet. Der neue ÖAeC, mit Feldpilot Major a. D. Ferdinand Cavallar von Grabensprung als ersten Präsidenten der Nachkriegszeit, setzte sich lautstark für die Wiedererlangung der österreichischen Luftfreiheit ein und startete eine Werbeaktion mit dem Spruch „Gebt uns unsere Luftfahrt wieder!“. Damit erweiterte er die üblichen Agenden des Sportverbandes und unterstützte die österreichische Regierung in ihren Luftfahrtinteressen.

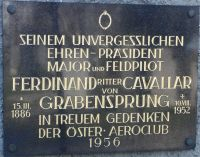
Gedenktafel am Grabmal von Cavallar am Matzleinsdorfer Friedhof in Wien

Im Jahre 1951 wurde Major Ferdinand von Cavallar zum Ehrenpräsident des österreichischen Aero-Club-Segelfliegerverbandes auf Lebenszeit ernannt. Neben seiner Funktion als Ehrenpräsident übernahm er die Vertretung des ÖAeC dem Ausland gegenüber, insbesondere wurde ihm der Verkehr mit der Fédération Aéronautique Internationale (FAI) in Paris, bei der dessen Name Ansehen genoss, übertragen. Von Cavallar war zudem Neugründer und Präsident des Wiener Aero-Clubs sowie Ehrenpräsident des Flugsportklubs Mürzzuschlag.
Feldpilot Major a. D. Ferdinand Ritter Cavallar von Grabensprung starb 1952 im Alter von 66 Jahren und ist am Wiener Matzleinsdorfer Friedhof begraben (Gruppe MRE, Grabnummer 62A). An seinem Grabmal befindet sich eine Gedenktafel des Österreichischen Aero-Clubs.
Ferdinand Cavallar war Bruder des Militär-Maria-Theresien-Ritters Wilhelm Cavallar von Grabensprung und wurde im Ersten Weltkrieg unter anderen mit dem Orden der Eisernen Krone III. Klasse sowie mit dem Militärverdienstkreuz III. Klasse ausgezeichnet. Er war mit Marie-Luise Cavallar von Grabensprung, geb. Schönberger, verheiratet gewesen, hinterließ allerdings keinerlei Deszendenz.
Zwei Porträts von Ferdinand Cavallar von Grabensprung, Werke der berühmten Malern Oskar Alexander (1916) und Max von Poosch, befinden sich im Heeresgeschichtlichen Museum in Wien.
Ein Nachlass mit Notizbüchern aus dem Ersten Weltkrieg, Aufzeichnungen über Feldpiloten sowie Lithografien und Karten aus der ganzen Welt, wurde im Jahr 1969 aus dem Luftfahrarchiv übernommen und befindet sich nun im Österreichischen Staatsarchiv.